# Mexikói úti járműtelep
A Mexikói úti járműtelep egy budapesti metró-kocsiszín, amely a XIV. kerületi Mexikói út 21-23. szám alatt található, és az M1-es metróvonal használja.

## Története, fekvése
A járműtelep története nem egyidős a Millenniumi Földalatti Vasútéval. Az 1896-ban megnyílt Kisföldalatti kezdetben az Állatkert magasságában jött ki a föld alól, és a Széchényi-fürdő mellett volt a végállomása. Kocsiszínt itt nem alakítottak ki, hanem egy összekötő vágányon keresztül az Aréna úti kocsiszínbe tértek „pihenni” éjszakára szerelvények. A Kisföldalatti északi részét 1973-ban vezették be a föld alá, és ekkor létesült a mai Széchényi-fürdő és Mexikói úti állomás. Utóbbi mellé, azonban a föld felszínére építették meg ezt követően a Mexikói úti járműtelepet. A létesítmény – tekintve, hogy mind a metró, mind a villamos (és a vasút) nyomtávja, 1435 mm megegyezik – összekötő vágányt kapott a 69-es villamoshoz. A létesítmény napjainkban is üzemel. A nagyközönség előtt zárva tartják, ritka alkalmanként megtekinthető.

## Képtár

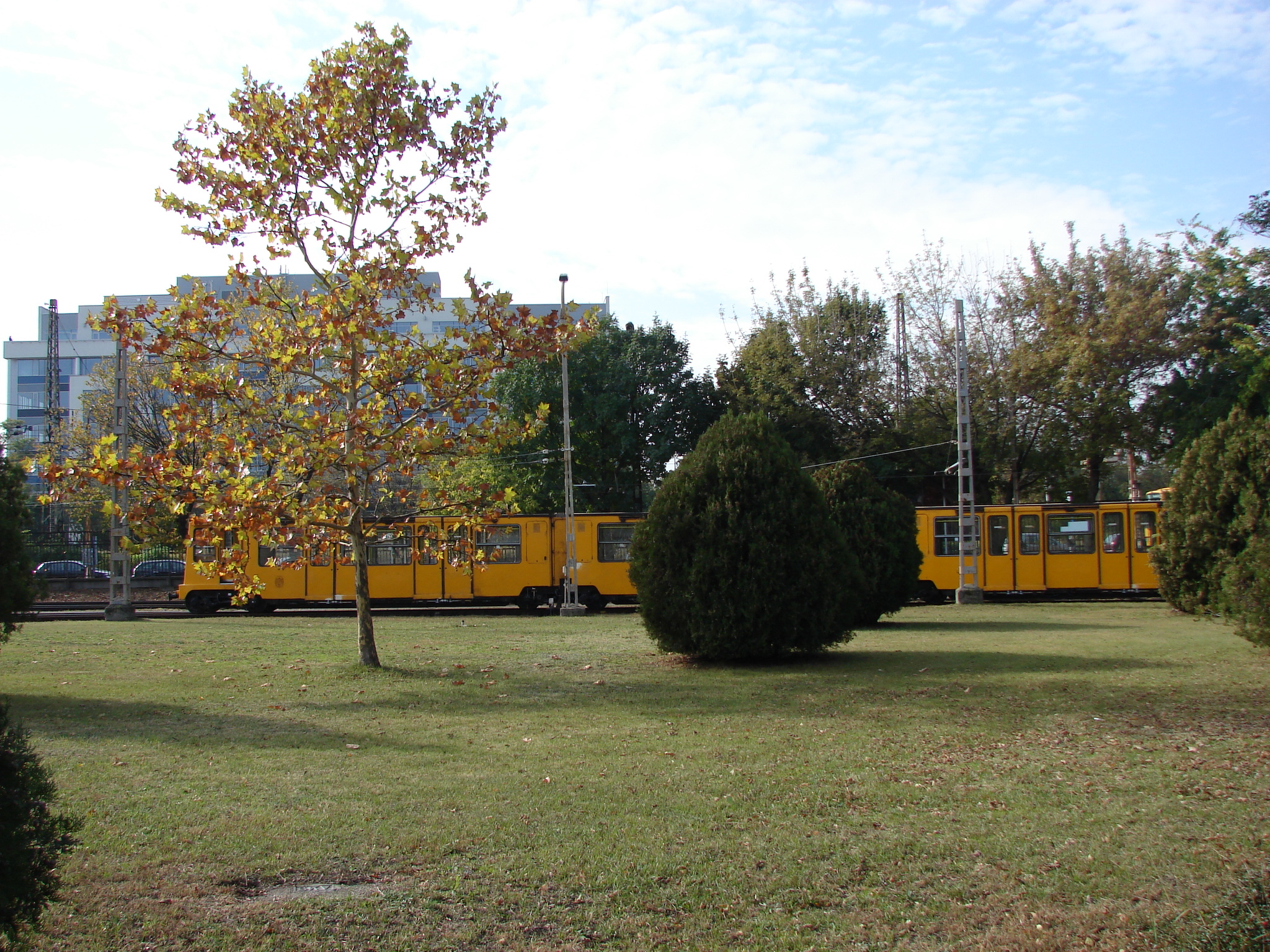
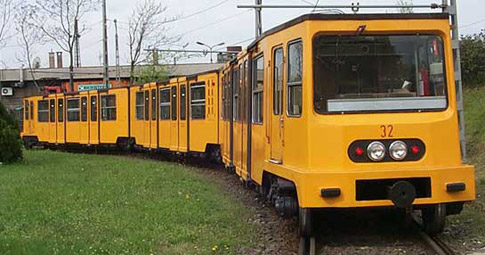
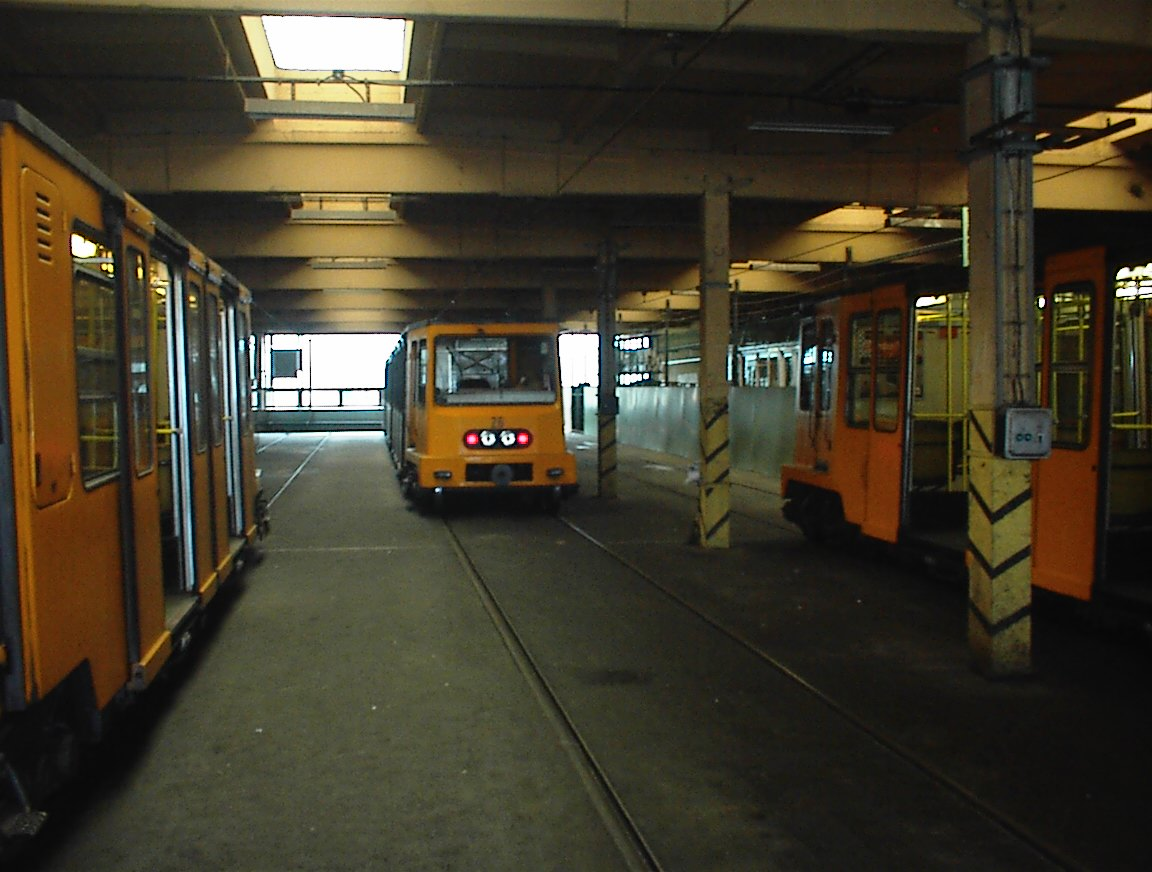
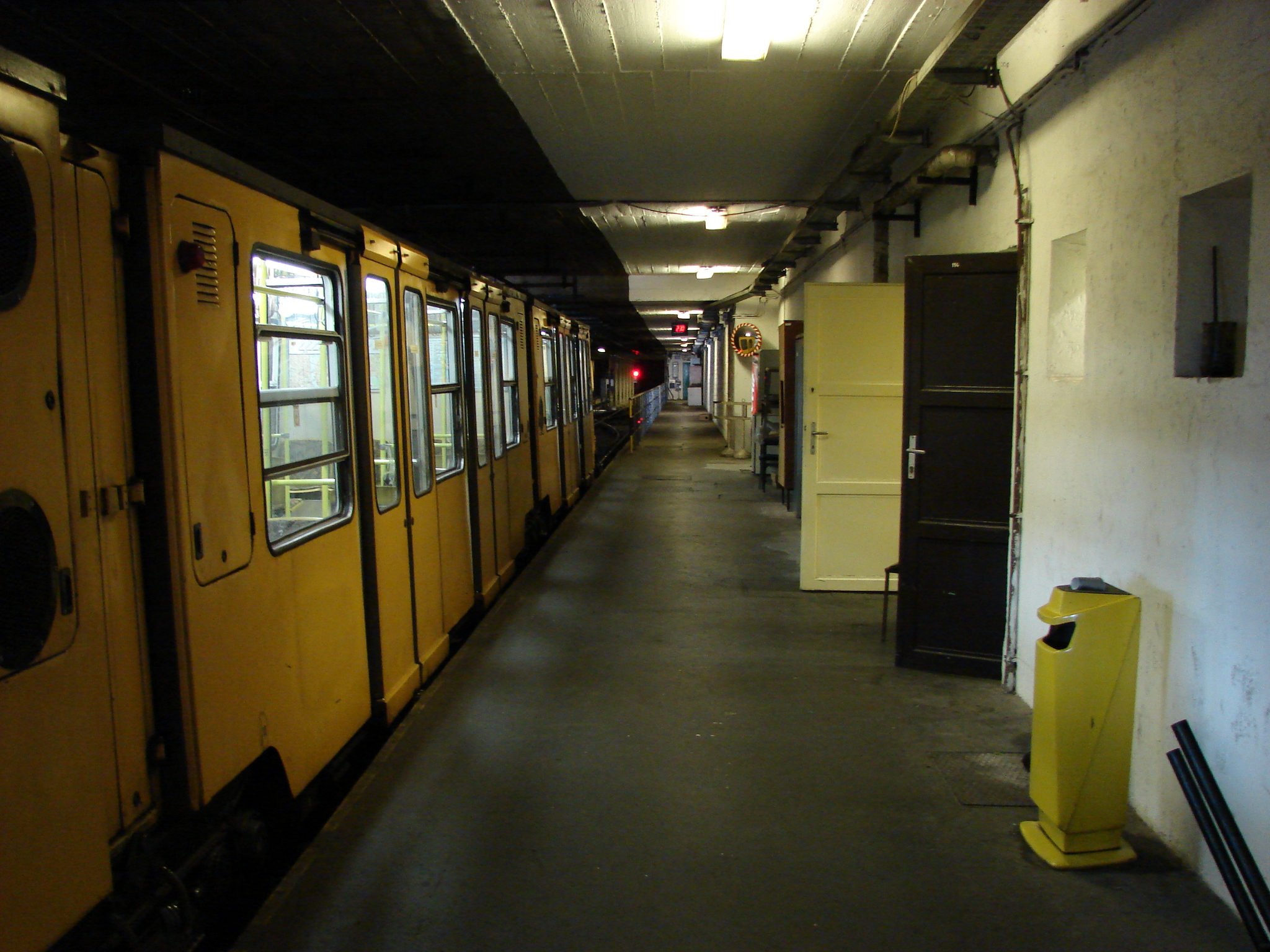
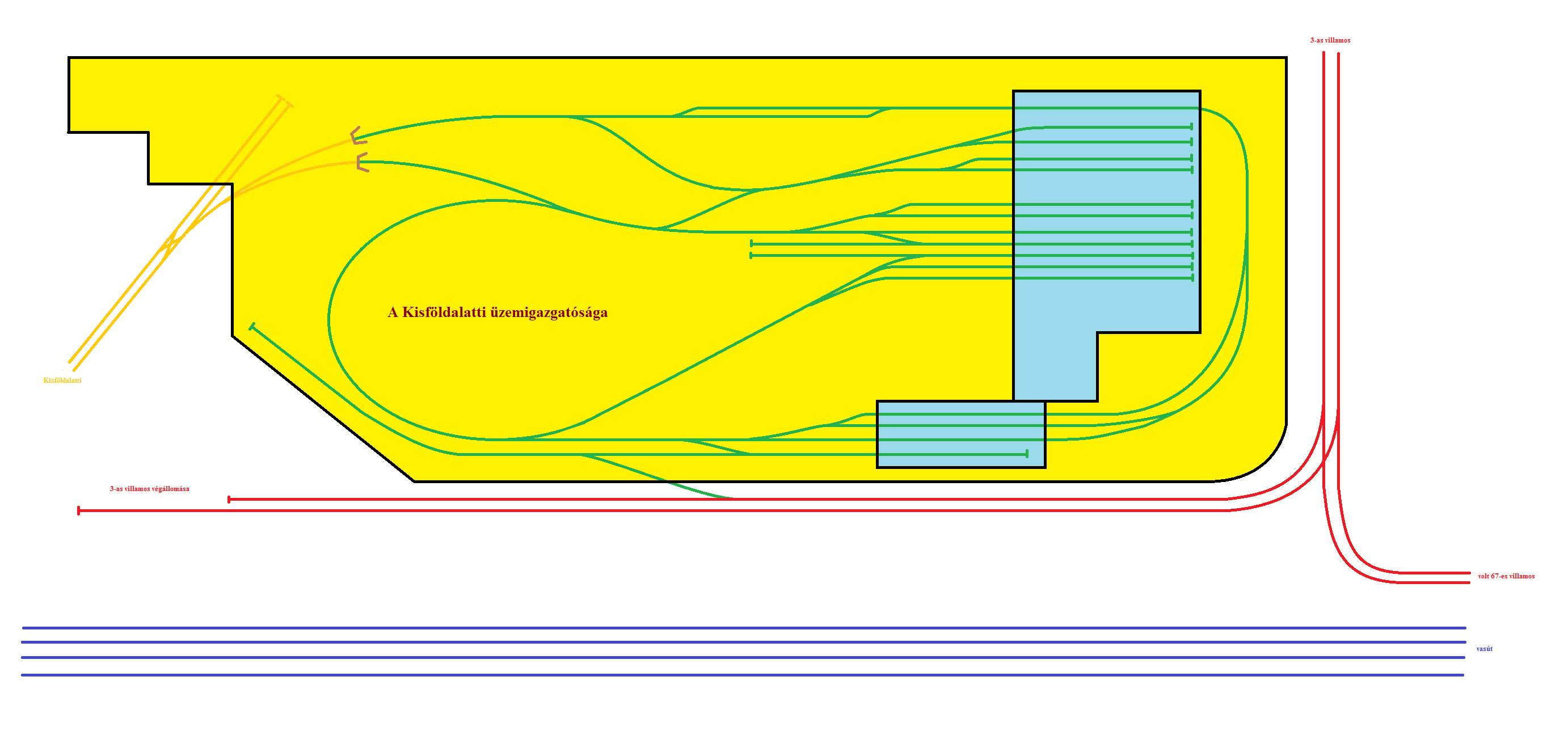
vágányhálózati rajz